# Wapen van Loosdrecht

Wapen van Loosdrecht tot 1957

Wapen van Loosdrecht per 1957

Het wapen van Loosdrecht kent twee versies. De eerste werd op 26 juni 1816 bevestigd door de Hoge Raad van Adel aan de voormalige Utrechtse gemeente Loosdrecht. De tweede volgde op 25 oktober 1957. Per 2002 werd gemeente Loosdrecht overgeheveld aan provincie Noord-Holland en ging zij op in de gemeente Wijdemeren. Het wapen van Loosdrecht is daardoor definitief komen te vervallen als gemeentewapen.

## Blazoenering
De blazoenering van het wapen per 26 juni 1816 luidde als volgt:
Van zilver en sabel van acht stukken; met een geschaakt kruis van zilver en keel brocherende over het geheel.
De blazoenering van het wapen per 25 oktober 1957 luidde als volgt:
Gedwarsbalkt van zilver en sabel, van acht stukken; over alles heen een van keel en zilver in twee rijen geschaakt St. Andrieskruis. Het schild gedekt met een gouden kroon van drie bladeren en twee paarlen.
De heraldische kleuren zijn zilver (wit), sabel (zwart), keel (rood) en goud (goud of geel). Het schild is gedekt met een gravenkroon.

## Verklaring

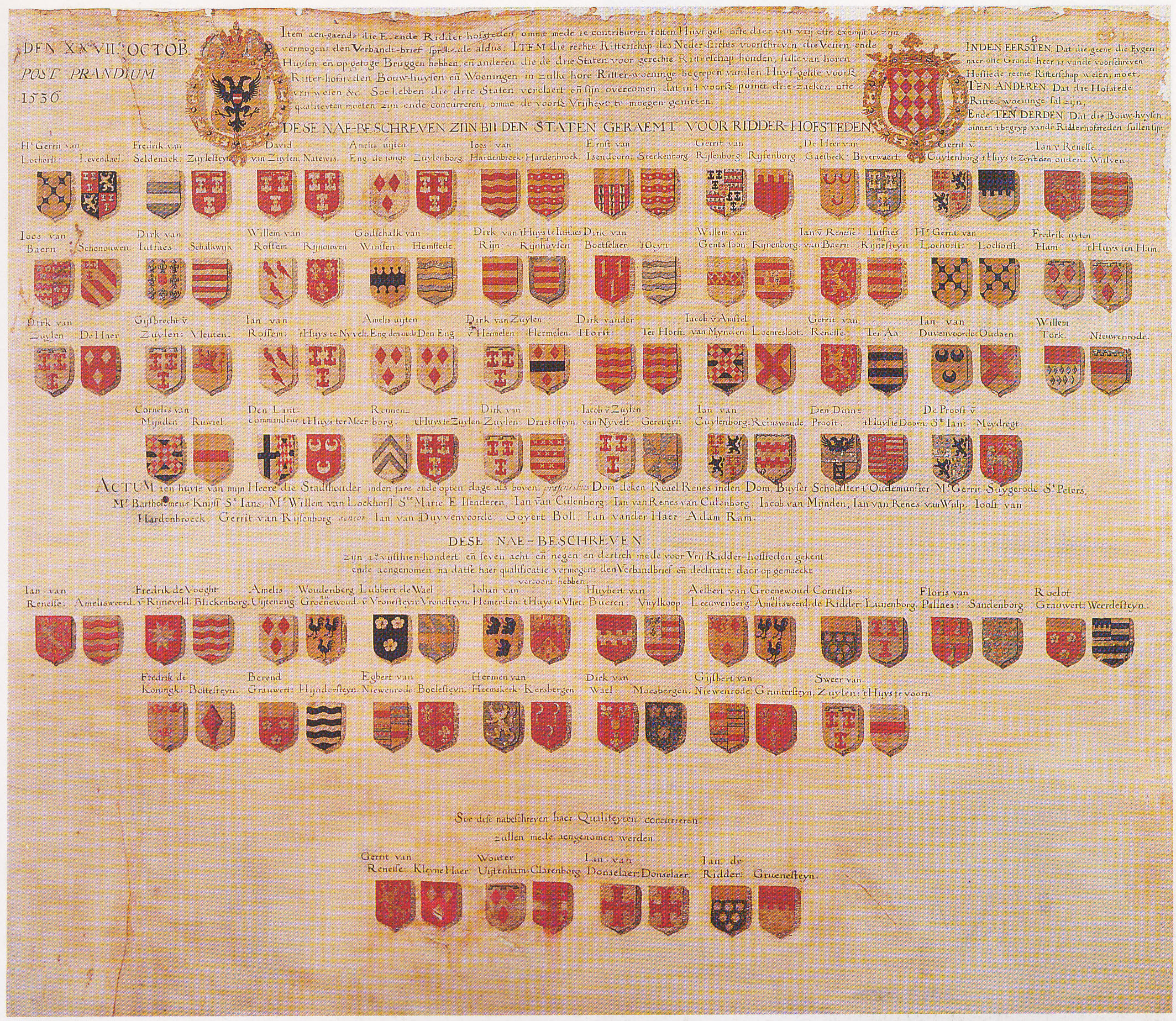
Wapenkaart die hing in het huis van de Ridderschap van Utrecht uit vermoedelijk circa 1675 met de wapens van edelen en de wapens van hun ridderhofsteden

Het wapen is afgeleid van het wapen van de Heren Van Amstel van Mijnden. De heerlijkheid Loosdrecht was sinds de 13e eeuw eeuwenlang in hun bezit geweest.. Het wapen per 1957 is een voortzetting van het eerste wapen, maar gedekt met een gravenkroon.

## Verwante wapens

Wapen van heerlijkheid Mijnden